# Classe Maersk E
La classe Maersk E è costituita da otto navi portacontainer e l'unità capoclasse, la Emma Mærsk, al momento del varo era la seconda nave più grande mai costruita al mondo dopo la superpetroliera Knock Nevis (smantellata in India nel 2010). La classe di navi porta container denominata classe E, comprende 8 navi gemelle di dimensioni pressoché identiche (lunghezza 397,71 metri per 56,40 di larghezza - capacità di carico di 15 500 TEU calcolati in base al peso) con pescaggio di circa 11/15 metri.

## Navi della classe
| Nome della nave | Anno |
| --------------- | ---- |
| Emma Mærsk      | 2006 |
| Estelle Mærsk   | 2006 |
| Eleonora Mærsk  | 2007 |
| Evelyn Mærsk    | 2007 |
| Ebba Mærsk      | 2007 |
| Elly Mærsk      | 2007 |
| Edith Mærsk     | 2007 |
| Eugen Mærsk     | 2008 |